# NGC 452
NGC 452 je spirální galaxie s příčkou v souhvězdí Ryb. Její zdánlivá jasnost je 13,5m a úhlová velikost 2,5′ × 0,8′. Je vzdálená 228 milionů světelných let, průměr má 165 000 světelných let. Galaxie tvoří gravitačně vázaný pár s galaxií NGC 444. Je největším členem skupiny galaxií LGG 18, skupiny galaxií galaxie NGC 452. Galaxii objevil 22. listopadu 1827 John Herschel

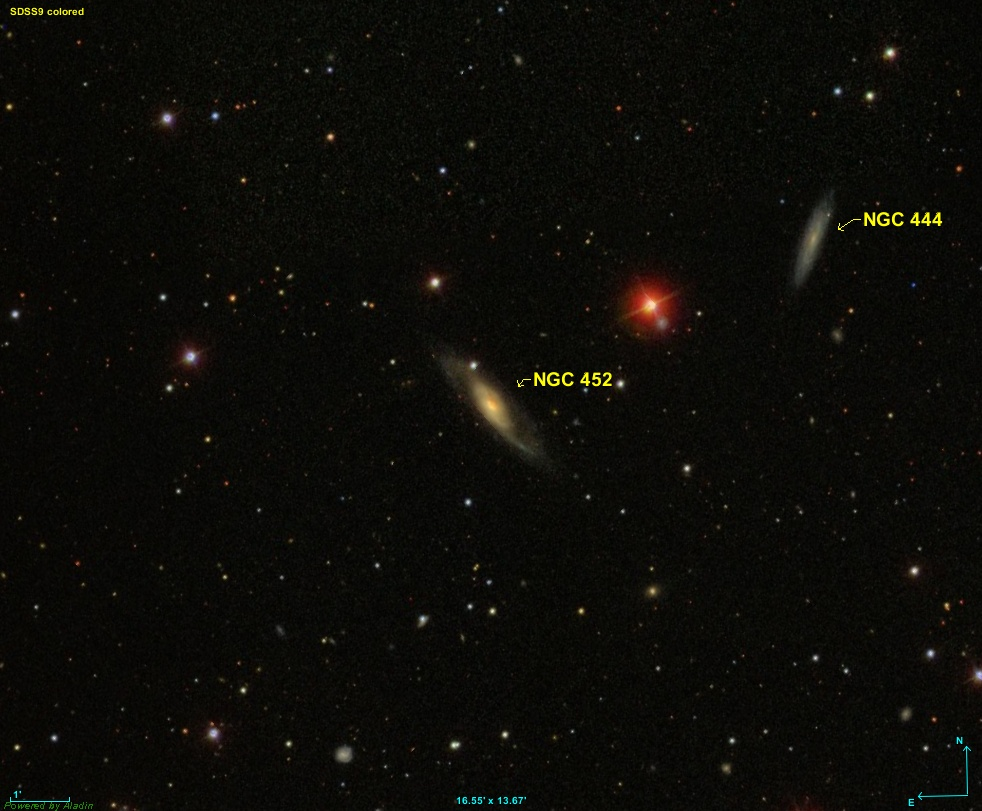
pár galaxií NGC 452 s NGC 444 (SDSS)